# Мартин сіроголовий
Мартин сіроголовий (Chroicocephalus cirrocephalus) — вид невеликих птахів з родини мартинових.

## Опис
Цей вид має тіло довжиною 42 см. Влітку дорослі мають світло-сіру голову, сіре тіло. Живіт від темно-сірого до чорного кольору. Не існує чіткого статевого диморфізму. Південноамериканські підвиди трохи більші і світліші.

## Поширення
Цей вид гніздиться в Південній Америці і Африці південніше Сахари. Здійснюють сезонні міграції в Іспанію і Північну Америку. Гніздяться великими колоніями в заростях очерету і болотах. Це прибережні птахи, які рідко зустрічаються у відкритому морі, далеко від землі.

## Розмноження

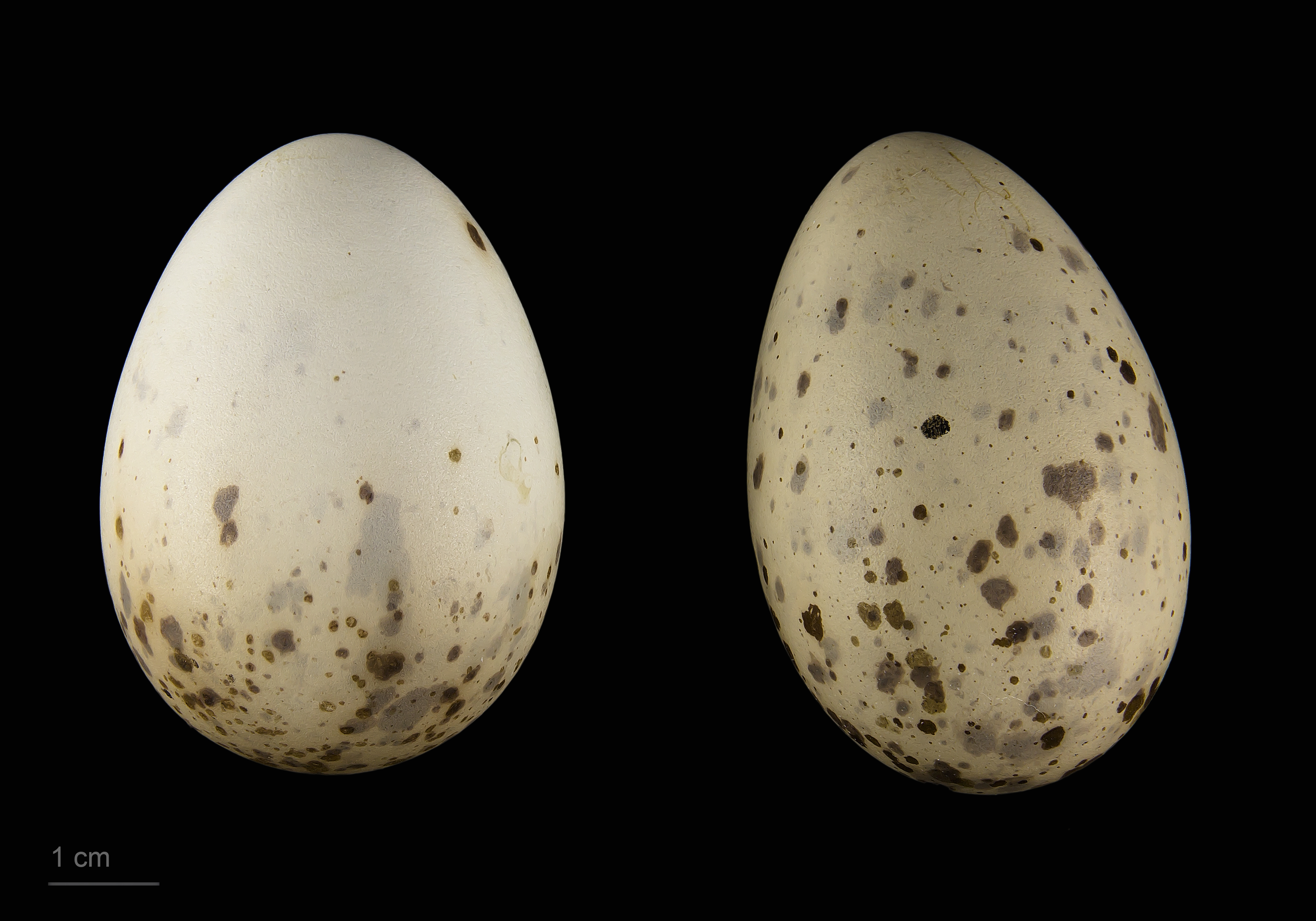
яйце Chroicocephalus cirrocephalus - Тулузький музей

Гніздяться на землі, в гнізді два або три яйця. Молодь досягає репродуктивного віку на другий рік.